# نورما شیرر
ادیث نورما شیرر (انگلیسی: Norma Shearer؛ زاده ۱۰ اوت ۱۹۰۲ – درگذشته ۱۲ ژوئن ۱۹۸۳) یک هنرپیشه اهل کانادا-ایالات متحده آمریکا بود.

## زندگی
نورما شیرر در ۱۰ اوتِ ۱۹۰۲ در مونترآل، استان کبک، کانادا زاده شد و در ۱۲ ژوئن ۱۹۸۳ در سن ۸۰ سالگی بر اثر بیماری برونکوپنومونی در وودلند هیلز، لس‌آنجلس، کالیفرنیا، ایالات متحده آمریکا درگذشت و در آرامگاه فارست لان مموریال پارک به خاک سپرده شد.

## زندگی خصوصی
- ایروینگ تالبرگ (ازدواج ۱۹۲۷–۱۹۳۶ مرگش)
- مارتن آروژه (ازدواج ۱۹۴۸–۱۹۸۳)

## گزیدهٔ فیلم‌شناسی
از فیلم‌ها یا برنامه‌های تلویزیونی که وی در آن نقش داشته‌است می‌توان به آثار زیر اشاره کرد.
- در دوردست شرق (۱۹۲۰)
- فخرفروش (۱۹۲۴)
- بازیگر (۱۹۲۸)
- نمایش هالیوود ۱۹۲۹ (۱۹۲۹)
- به میل خودشان (۱۹۲۹)
- زن مطلقه (۱۹۳۰)
- روح آزاد (۱۹۳۱)
- برت‌های خیابان ویمپول (۱۹۳۴)
- رومئو و ژولیت (۱۹۳۶)
- ماری آنتوانت (۱۹۳۸)
- زنان (۱۹۳۹)
- مرد دوچهره (۱۹۴۷)

## جوایز
- جایزه اسکار بهترین بازیگر نقش اول زن (۱۹۳۰)
- جام ولپی (۱۹۳۹)